# Festes de Misericòrdia

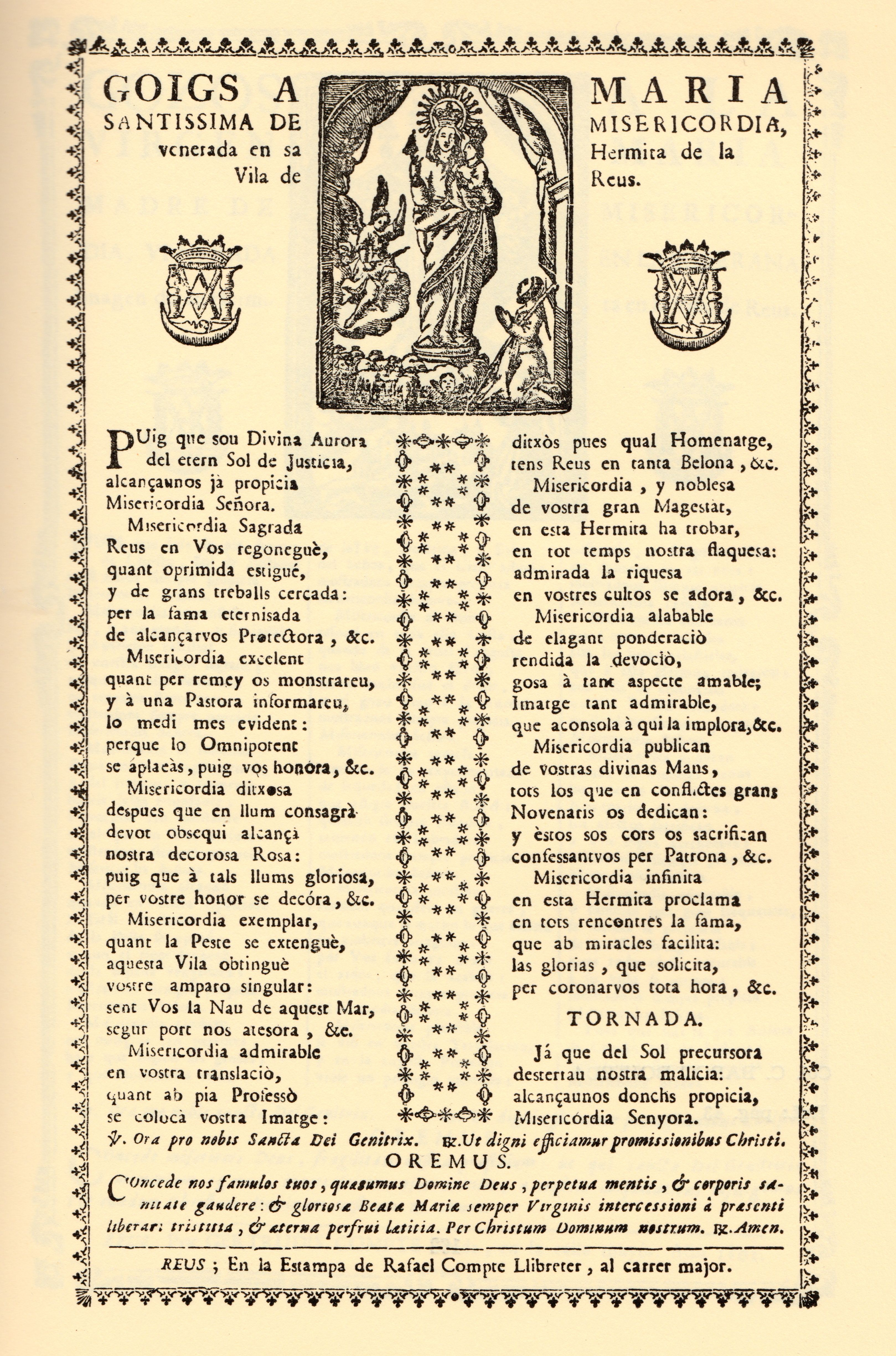
Goigs de la Mare de Déu de Misericòrdia impresos a Reus a la fi del per Rafael Compte

Les Festes de Misericòrdia són la segona Festa Major de Reus (també se'n diu Festa Major petita) que se celebren a l'entorn del 25 de setembre, data en la qual al segle xviii es documenta l'aparició de la Mare de Déu de Misericòrdia a una noieta, el 1592.

## Història
Durant molts anys, les festes de Misericòrdia se celebraven de forma excepcional, com a acció de gràcies de la vila pels favors rebuts. A la ciutat, quan hi havia una necessitat o un perill, com ara epidèmies, sequera, guerra o plagues, s'acudia a la Mare de Déu i en processó es portava la seva imatge des del santuari a l'església de Sant Pere.
Quan s'aconseguia el favor (arribava la pluja, passava el perill de contagi o la situació de conflicte) es retornava la imatge al seu santuari. Quan es traslladava la imatge s'organitzava una processó on hi participaven totes les confraries de la ciutat amb els seus balls i danses, banderes, carrosses i demostracions festives, i també les autoritats municipals i religioses. Els seguicis de Misericòrdia, al tombant del segle xviii al xix, estaven formats per més d'una vintena d'elements festius, que per motius de la desaparició dels gremis van minvar durant el segle xix. Entre els elements festius que es van conservar hi ha el Ball de diables, que sempre encapçala els seguicis, i el Ball de la Mare de Déu, una peça de teatre de carrer que representa la narració de l'aparició segons la tradició popular reusenca.
Però des de la darreria del segle xix, i durant tot el segle xx, les solemnitats en honor de la Mare de Déu de Misericòrdia van agafar un caràcter més commemoratiu i ideològic. No es treia la Mare de Déu per fer pregàries per necessitats col·lectives sinó que se celebraven efemèrides, com ara el tercer centenari de l'aparició (1892), la coronació canònica de la imatge (1904) i els aniversaris d'aquesta coronació, cada vint-i-cinc anys, (1929, 1954, 1979 i 2004), o el quart centenari de l'aparició que se celebrà entre 1992 i 1993. Quan el Santuari va retornar al culte, després de la seva destrucció el 1936, es van celebrar les «festes de reconciliació», el 1941. Durant el segle xx es van celebrar diverses missions que acabaven amb el trasllat solemne de la imatge.
L'any 1967, la Colla Sardanista Rosa de Reus, va organitzar un aplec sota el nom d'Aplec Baix Camp, pels vols de les festes de Misericòrdia. Un aplec que, malgrat les dificultats dels primers temps, s'ha mantingut al calendari festiu de la ciutat i que cada any se segueixen celebrant el diumenge abans de la diada de Misericòrdia.

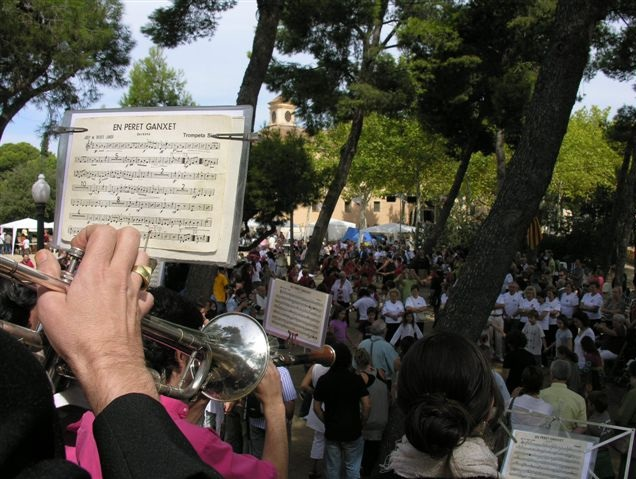
Aplec Baix Camp 2009

La festa es va reorganitzar als anys vuitanta i sobretot als noranta, quan es va convertir en una veritable "segona" Festa Major. Les festes es van començar a celebrar durant deu dies en actes repartits per tota la ciutat, i naturalment al Santuari. La festa inclou l'Aplec Baix Camp, el lliurament de Guardons de la Ciutat per part de l'Ajuntament, la morterada de foc, espectacles, concerts, correfoc, revetlles…
La vigília, el 24, els grups festius surten pels carrers en cercaviles, i també surt la cercavila del Masclet, molt popular, i a la nit es realitza l'impressionant i massiu rosari de torxes que va des de la plaça de la Pastoreta fins al santuari. El dia 25, el centre de la festa és al Santuari, amb l'ofici, la baixada dels grups festius de la ciutat fins a l'ermita, en el que normalment hi participen el Ball de Pere Joan Barceló, la Víbria, el Drac, el Basilisc, el Lleó, els Nanos, la Mulassa i els Gegants, el Gegant Carrasclet, el Ball de Pastorets, el Ball de Galeres, el Ball de Cavallets, el Ball de Cercolets, el Ball de Prims, el Ball de Valencians, el Ball de Bastons de l'Esbart Santa Llúcia, la Dansa de Mossèn Joan de Vic, el Ball de Gitanes, el Cos de Bastoners de l'Orfeó Reusenc, els Xiquets, l'Àliga i la Banda Simfònica de Reus. En arribar, es fa una ballada conjunta de tots els grups del Seguici Festiu, l'actuació castellera i a continuació té lloc la tradicional baixada del Ball de Diables, obert a la participació de tothom, després l'Àliga, incorporada a la festa el 1996, balla dins el santuari el ball solemne curt. La festa s'acaba amb una carretillada del Ball de Diables a l'exterior del Santuari.
Alguns anys s'ha celebrat per aquestes dates la tradicional Trobada de Gegants de Catalunya, com aquesta el 2019.